# OGLE-TR-122
OGLE-TR-122 — подвійна зоряна система, компонентом якої є одна з найменших зір головної послідовності, чий радіус був виміряний. Вона була відкрита, коли огляд Оптичного експерименту гравітаційного лінзування (Optical Gravitational Lensing Experiment, OGLE) побачив затемнення меншою зорею більшого головного компонента. Орбітальний період становить приблизно 7,3 днів. Головний компонент системи вважається схожим на Сонце.
Оцінено, що менша зоря системи, OGLE-TR-122B, має радіус близько 0,12 сонячного, або на ~20 % більше радіуса Юпітера, та масу ~0,1 маси Сонця, або приблизно 100 мас Юпітера. Відповідно, середня густина зорі приблизно у 50 разів більша за сонячну або у більш ніж 80 більша за густину води. Маса OGLE-TR-122b наближається до нижньої маси зір, у яких можливе ядерні реакції водневого циклу — вона оцінюється на рівні 0,07-0,08 M☉. Спостережуване проходження вважається першим прямим доказом існування зір із радіусом, який порівняний із радіусом Юпітера.

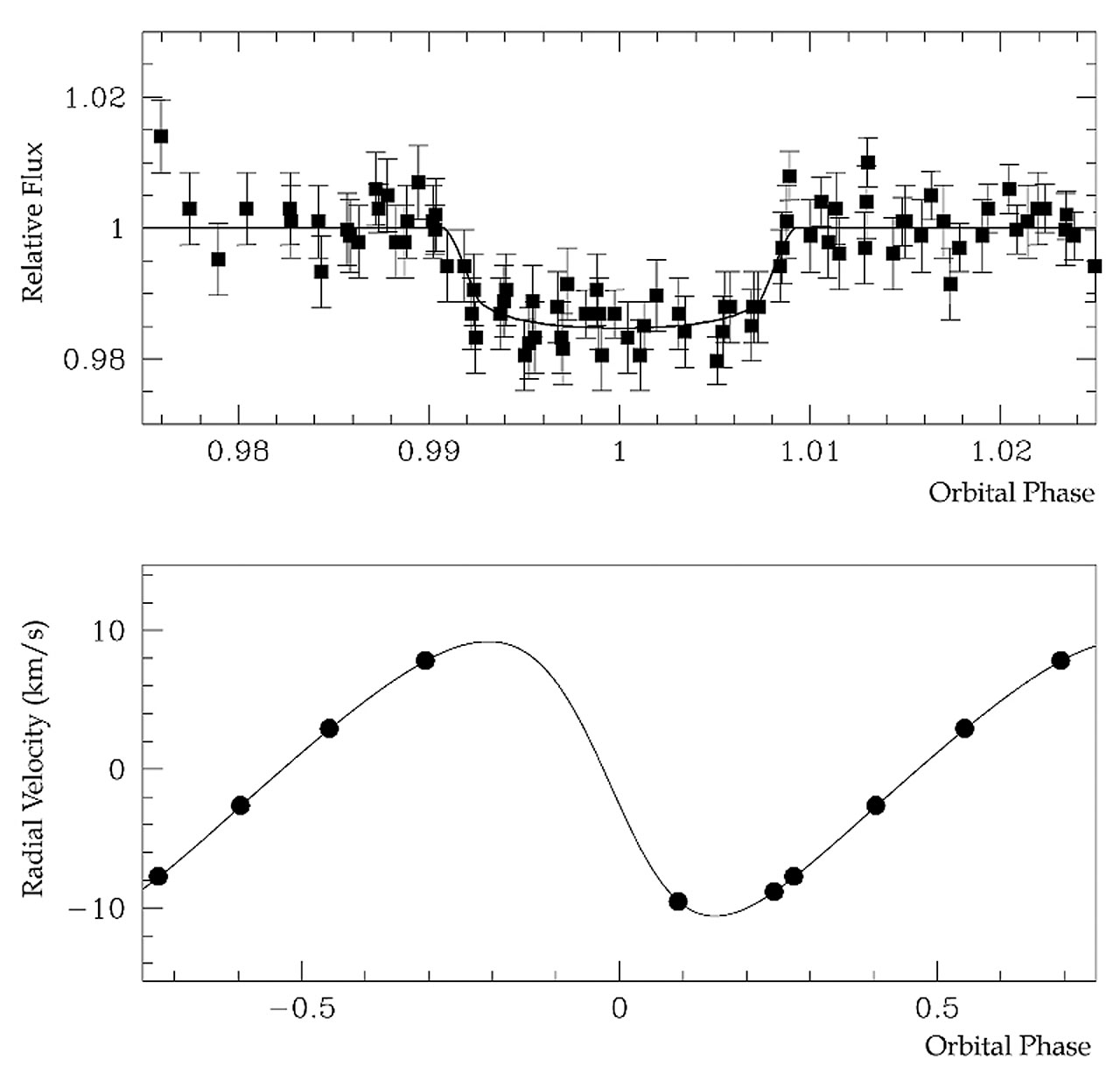
Падіння яскравості та зміна швидкості OGLE-TR-122.